# Β-エンドルフィン
β-エンドルフィン（英: beta-endorphin）は、中枢神経系と末梢神経系の双方の神経細胞で産生される内因性オピオイド神経ペプチド、ペプチドホルモンである。α-エンドルフィン、γ-エンドルフィンとともに、ヒトで産生される3つのエンドルフィンのうちの1つである。
アミノ酸配列は、Tyr-Gly-Gly-Phe-Met-Thr-Ser-Glu-Lys-Ser-Gln-Thr-Pro-Leu-Val-Thr-Leu-Phe-Lys-Asn-Ala-Ile-Ile-Lys-Asn-Ala-Tyr-Lys-Lys-Gly-Gluである。最初の16アミノ酸はα-エンドルフィンと同一である。β-エンドルフィンは内因性オピオイドであり、エンドルフィンに分類される神経ペプチドである。実証されている内因性オピオイドペプチドは全て同じN末端のアミノ酸配列Tyr-Gly-Gly-Pheを持ち、-Metまたは-Leuのいずれかが続く。
β-エンドルフィンの機能は空腹、スリル、疼痛、母性、性行動、報酬系と関係していることが知られている。最広義では、β-エンドルフィンは主にストレスを低下させ、恒常性を維持するために体内で利用される。行動研究では、β-エンドルフィンはさまざまな刺激、特に新奇刺激に反応して、拡散性伝達（volume transmission）によって脳室系へ放出されることが示されている。

## 形成と構造

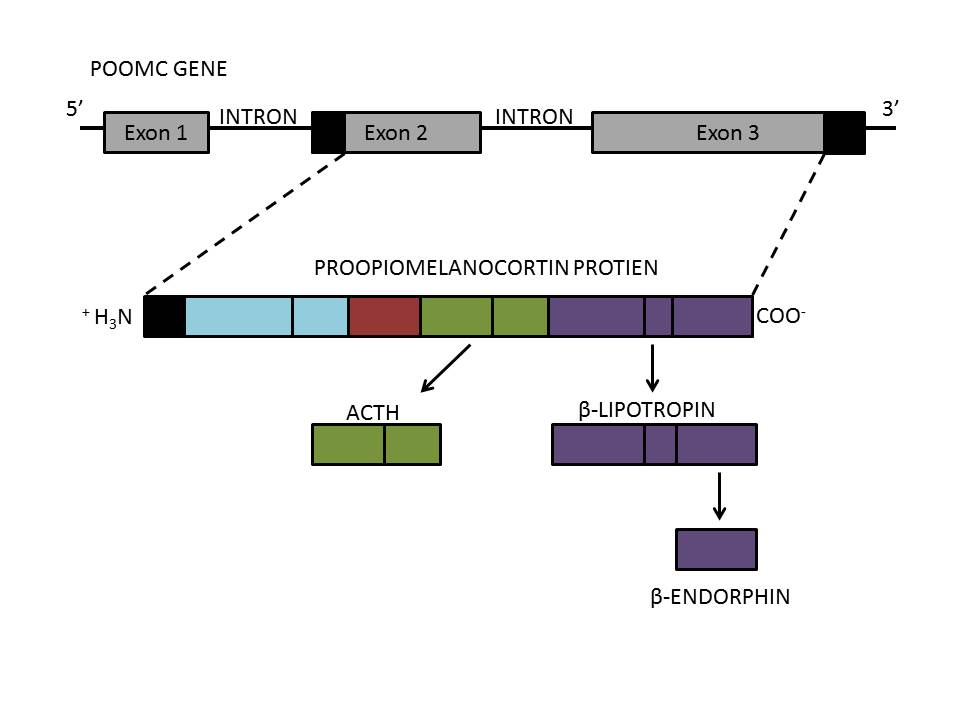
この模式図ではPOMCからのβ-エンドルフィンの形成が示されている。この遺伝子の2番目と3番目のエクソンがPOMCタンパク質を構成する。このタンパク質のC末端の切断によってβ-リポトロピンが産生され、その後さらに切断されることでβ-エンドルフィンが形成される。POMCタンパク質は副腎皮質刺激ホルモン（ACTH）など、他の神経ペプチドやホルモンの前駆体でもある。

β-エンドルフィンは、視床下部や脳下垂体の神経細胞に存在する。β-エンドルフィンはβ-リポトロピンに由来し、β-リポトロピンは脳下垂体において、より大きなペプチド前駆体であるプロオピオメラノコルチン（POMC）から産生される。POMCは2つの神経ペプチド、副腎皮質刺激ホルモン（ACTH）とβ-リポトロピンへと切断される。その後、β-リポトロピンのC末端領域の切断の結果、31アミノ酸長でαヘリックスの二次構造を持つβ-エンドルフィンが形成される。POMCは、プロタンパク質コンベルターゼと呼ばれる酵素による細胞内でのプロセシングにより、メラニン細胞刺激ホルモンなど他のペプチドホルモンの前駆体にもなる。
β-エンドルフィンと他の内因性オピオイドとの差異となる重要な因子は、μ-オピオイド受容体に対する高いアフィニティと効果の持続性である。β-エンドルフィンの二次構造によるタンパク質分解酵素に対する抵抗性はその一因となっている。

## 機能と効果
β-エンドルフィンの機能は、局所的機能と全身機能の2つの主要なカテゴリに分類される。β-エンドルフィンの全身機能は身体のストレスの低下と恒常性の維持に関連しており、疼痛管理、報酬効果、行動の安定などをもたらす。β-エンドルフィンは脊髄の脳脊髄液を介して身体のさまざまな部分に拡散するため、β-エンドルフィンの放出は末梢神経系にも影響を与える。β-エンドルフィンの局所的機能は、扁桃体や視床下部などのさまざまな脳領域でβ-エンドルフィンの放出をもたらす。β-エンドルフィンが体内で利用される2つの主要な方法は、末梢ホルモン作用と神経調節である。β-エンドルフィンや他のエンケファリンは、ホルモン系の機能の調節のためにACTHとともに放出されることが多い。β-エンドルフィンによる神経調節は他の神経ペプチドの機能の阻害によって行われ、神経ペプチドの放出を直接的な阻害や、神経ペプチドの作用を低下させるシグナル伝達カスケードの誘導が行われる。

### オピオイドアゴニスト
β-エンドルフィンはオピオイド受容体のアゴニストであり、μ-オピオイド受容体に選択的に結合する。μ-オピオイド受容体の主要な内因性リガンドであることが示唆されており、アヘンから抽出された化学物質（モルヒネなど）が鎮痛作用を発揮するのもこの受容体を介してである。β-エンドルフィンはμ-オピオイド受容体に対する内因性オピオイドの中で最も高い結合親和性を示す。オピオイド受容体はGタンパク質共役受容体の一種であり、β-エンドルフィンや他のオピオイドが結合すると細胞内のシグナル伝達カスケードが誘導される。しかし、β-エンドルフィンのN末端のアセチル化は神経ペプチドを不活性化し、受容体への結合を妨げる。オピオイド受容体は中枢神経系全体と神経、非神経由来の末梢組織に分布している。水道周囲灰白質、青斑核、吻側延髄腹内側部に高濃度で存在する。
電位依存性カルシウムチャネル（VDCC）は神経細胞の脱分極を媒介する重要な膜タンパク質であり、神経伝達物質の放出に大きな役割を果たす。エンドルフィン分子がオピオイド受容体に結合すると、Gタンパク質は活性化されてGαとGβγサブユニットへと解離する。GβγサブユニットはVDCCの2つの膜貫通ヘリックスの間の細胞内ループに結合し、チャネルを阻害して神経細胞へのカルシウムイオンの流入を妨げる。細胞膜にはGタンパク質共役内向き整流カリウムチャネル（GIRK）も埋め込まれており、チャネルのC末端にGβγまたはGα-GTPが結合することで活性化されて神経細胞からカリウムイオンが排出される。カリウムチャネルの活性化とその後のカルシウムチャネルの不活性化によって、細胞膜の過分極が引き起こされる。神経伝達物質の放出が起こるためにはカルシウムイオンの必要不可欠であるため、カルシウムイオンの減少は神経伝達物質の低下を引き起こす。このことは、グルタミン酸やサブスタンスPなどの神経伝達物質を神経細胞のシナプス前終末から放出することができなくなることを意味している。これらの神経伝達物質は痛覚の伝達に重要であり、β-エンドルフィンはこうした物質の放出を減少させることで強い鎮痛作用を示す。

### 疼痛管理
β-エンドルフィンは主に侵害受容（痛みの知覚など）への影響が研究されている。β-エンドルフィンは中枢神経系と末梢神経系の双方で痛覚を調節する。痛みが知覚された際には、痛みの受容体（侵害受容器）は脊髄の後角にシグナルを送り、シグナルはサブスタンスPと呼ばれる神経ペプチドの放出を介して脳下垂体へ送られる。末梢神経系では、このシグナルは痛みが知覚された部位へ免疫系の白血球細胞であるT細胞をリクルートする。T細胞は局所的にβ-エンドルフィンを放出し、オピオイド受容体への結合を介してサブスタンスPの放出を直接阻害する。中枢神経系では、β-エンドルフィンは後角のオピオイド受容体に結合して脊髄でのサブスタンスPの放出を阻害し、脳へ送られる興奮性の痛覚シグナルの数を減少させる。脳下垂体は水道周囲灰白質のネットワークを介してβ-エンドルフィンを放出することで痛覚シグナルに応答し、主にドーパミンの放出を阻害する神経伝達物質であるGABAの放出を阻害する作用を示す。β-エンドルフィンによるGABAの阻害はドーパミンの放出を高め、β-エンドルフィンの鎮痛作用に部分的に寄与する。これらの経路の組み合わせによって痛みの知覚は低下し、身体は送っていた痛み刺激を停止する。
β-エンドルフィンの鎮痛効果はモルヒネのおよそ18倍から33倍であるが、そのホルモンとしての効果は種によって異なる。

### 運動
運動への応答としてβ-エンドルフィンが放出される現象は、遅くとも1980年代から知られ、研究されてきた。研究により、血清中の内因性オピオイド、特にβ-エンドルフィンとβ-リポトロピンの濃度は、急な運動の後にも長期運動の後にも上昇していることが示された。運動中のβ-エンドルフィンの放出は、一般に「ランナーズハイ」として知られる現象と関係している。

## 歴史
β-エンドルフィンは、C. H. LiとDavid Chungによってラクダの脳下垂体の抽出物から発見された。β-エンドルフィンの一次構造はその10年前に、Liらが脳下垂体で産生される他の神経ペプチドであるリポトロピンの配列の解析の際に、そうとは知らず決定されていた。彼らはリポトロピンのC末端領域がいくつかのエンケファリンと類似していることに気付き、これらの神経ペプチドと同様の機能を持っている可能性を示唆した。そして、リポトロピンのC末端の配列はβ-エンドルフィンの配列であることが判明した。